# Malcolm Gladwell
Malcolm Timothy Gladwell (født 3. september 1963) er en engelsk-født canadisk forfatter og journalist ved magazinet The New Yorker siden 1996.
Han fik sit store gennembrud med bogen Det magiske vendepunkt og siden den lige så populære Blink, der begge lå nummer 1 gennem flere måneder på den amerikanske boghandlersalgsliste. I 2005 var Malcolm Gladwell på Time Magazine's top 100-liste over de mest indflydelsesrige personer.
Bogen Blink (udkom på dansk i 2006) nærmer sig menneskets intuitive evner fra en ikke-mystisk vinkel og viser hvordan vores lynhurtige kognitionsapparat faktisk kan bruges i mange situationer, mens det udgør en fare eller en mulig fælde i andre.
I 2008 udkom Gladwells tredje bog "Outliers" i USA. Den udkom på dansk under titlen Afvigerne i september 2009. Bogen handler om de bagvedliggende og ofte skjulte årsager til succes i livet.
Han er også vært for podcastet Revisionist History.